# Hibernation Induction Trigger
Hibernation Induction Trigger (HIT) ist ein Hormon, das 1978 bei Murmeltieren und später bei anderen Tieren gefunden wurde, die Winterruhe halten. Die Substanz scheint Opioid-artige Wirkungen zu haben. In experimentellen Untersuchungen konnte durch die Substanz eine verbesserte Toleranz verschiedener Gewebe, zum Beispiel des Herzmuskels, gegenüber einer Ischämie gezeigt werden.
Gegenstand aktueller Forschungen ist es, mit Hilfe des Hormons dem menschlichen Muskelschwund im Krankenbett oder einem Reperfusionsschaden nach einem Sauerstoffmangel entgegenzuwirken. Doch nicht nur die Muskelkraft bettlägeriger Patienten soll durch das Hormon erhalten werden, auch für Astronauten könnte die Substanz von Interesse sein, weil diese bei längerer Schwerelosigkeit ebenfalls Probleme mit ihrer Muskulatur haben. HIT scheint auch die Heilung von Unfallverletzungen zu beschleunigen, die Lebensdauer von Spenderorganen zu erhöhen, die Osteoporose zu mindern und von günstigem Einfluss auf Patienten mit Diabetes mellitus zu sein.